# Péter Jakab
Péter Jakab (Kassa, 1 september 1834  aldaar, 20 april 1903) was een architect in Kassa (het huidige Košice) in het Koninkrijk Hongarije ten tijde van de Oostenrijks-Hongaarse dubbelmonarchie.

## Biografie
Péter Jakab was in zijn geboortestad Kassa bedrijvig als architect en aannemer. Hij stond aan het hoofd van een der meest welvarende bouwbedrijven in het huidige Oost-Slowakije.
Als jonge volwassene trad Péter in het huwelijk met Josephina Hansera (°1834, † 1913). Uit deze gemeenschap, die 44 jaar duurde, zagen de volgende zonen het levenslicht:
- Árpád (° Košice, 4 maart 1861,† Košice, 1927),
- Gejza (° Košice, 13 december 1863, † Košice, 2 december 1915),
- Vojtech (° Košice, 17 oktober 1870, † Košice, 1952).

In 1860, kort na zijn huwelijk, richtte Péter een bouwbedrijf op dat verscheidene decennia bleef bestaan. Anno 1876 startte hij bovendien een handel in bouwmaterialen, die hij in 1878 nog uitbreidde met een steenfabriek.
Na 25 jaar activiteit nam hij in 1885 in Boedapest deel aan een tentoonstelling waar hij de resultaten van zijn onderneming voorlegde. Bij die gelegenheid ontving hij voor zijn prestaties de "gouden medaille van verdienste" : het František Jozef-kruis.
Op rijpere leeftijd gekomen, werkte hij in Kassa in 1889 mee aan de stichting van de vrijmetselaarsloge Resurrexit.
Péter Jakab was er ook in geslaagd om bij zijn nakomelingen interesse op te wekken voor de architectuur en bouwkunst. Dit leidde ertoe dat zijn drie zonen mettertijd allen actief werden in de plaatselijke bouwsector. In 1898 nam Péter's jongste zoon, Vojtech, de steenbakkerij over van zijn vader die inmiddels de leeftijd van 64 jaar had bereikt.
Benevens zijn bezigheden als architect en zakenman, was Péter Jakab ook actief in de gemeenteraad en hij was lid van de Evangelische Kerk.
Hij gaf de geest op 20 april 1903, op bijna 69-jarige leeftijd, en werd op 23 april ter aarde besteld in het familiegraf op de begraafplaats van St. Rosalia in Kassa.

## Werken

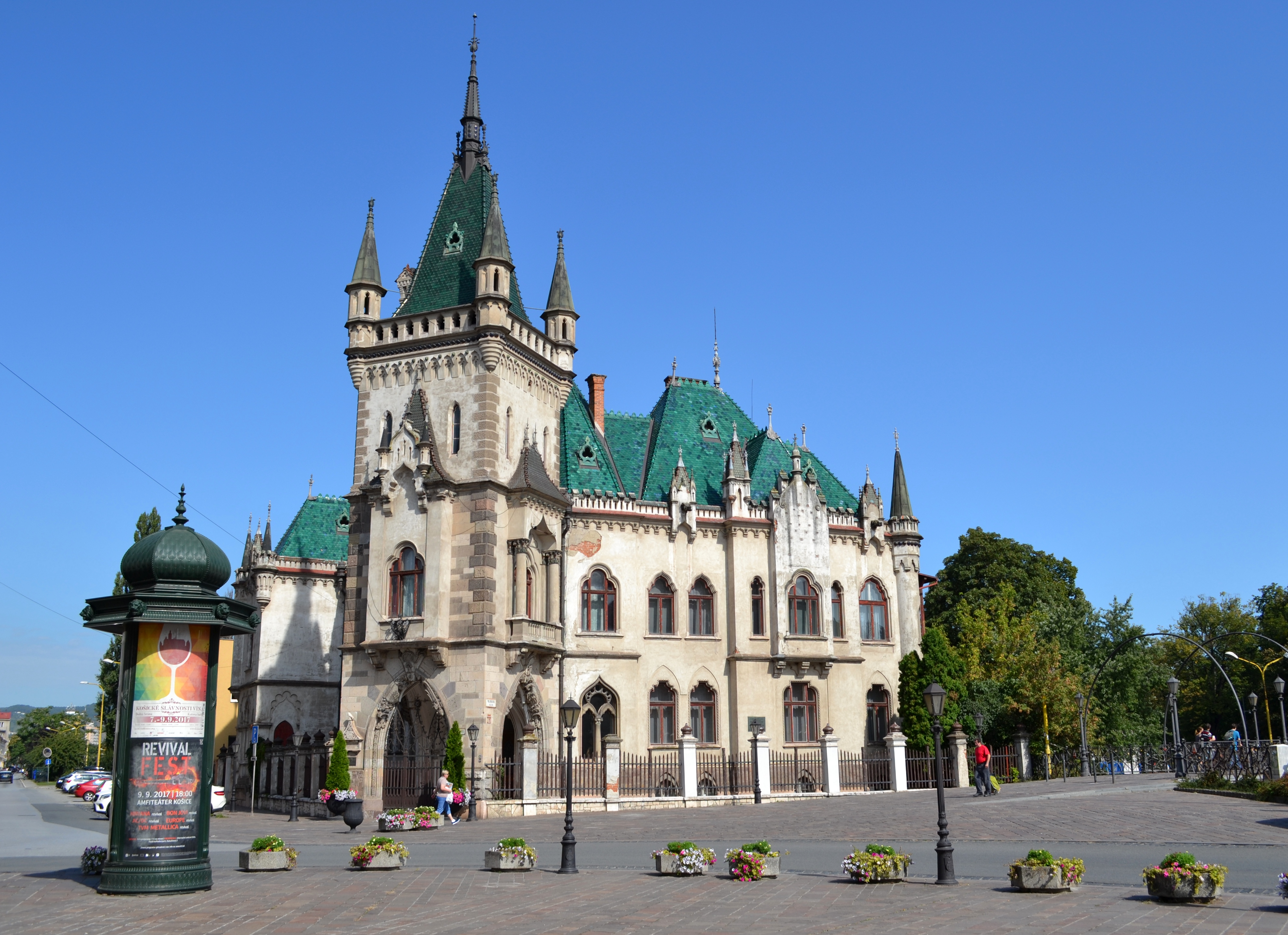
Jakab's Paleis.

### Péter Jakab

#### Jakab's paleis
In 1899, toen het einde van zijn leven naderde, ontwierp en bouwde Péter Jakab ten behoeve van zijn gezin, in samenwerking met zijn zonen Arpád en Gejza, een paleis in eclectische stijl. Hij vond inspiratie in de gotische architectuur van de Sint-Elisabethkathedraal die toentertijd pas gerenoveerd was en waarvan hij een hoeveelheid bouwmateriaal had gerecupereerd.
Het paleis werd opgetrokken nabij de waterloop Mlýnska en het stadspark.
Vanaf 1945 was dit gebouw gedurende enige jaren de zetel van de 2e president van Tsjecho-Slowakije: Edvard Beneš. 
In de periode van 1992 tot 2000 was hier het British Council gevestigd. 
Het paleis is geklasseerd als nationaal cultureel monument.

#### Hotel Schalkház

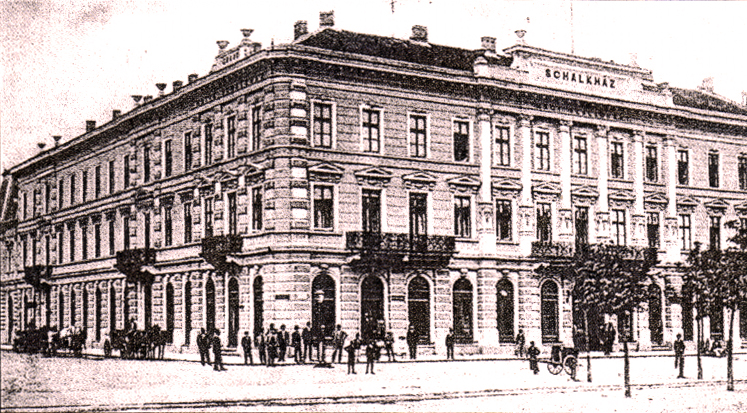
Voormalig hotel Schalkház.

Hotel Schalkház werd tussen 1872 en 1873 door Péter Jakab aan de Hlavna ulica 1 in Košice opgetrokken. Het was tot 1963 het meest luxueuze hotel van de stad. De opdrachtgever voor de bouw was de plaatselijke herbergier en groothandelaar in wijnen: Leopold Schalkház.
Het hotel was ontworpen door Ľudovít Frey en werd in augustus 1873 in gebruik genomen. Het was ingericht met een concertzaal, waar prominente artiesten uit die tijd optraden, zoals onder meer de wereldberoemde Italiaanse zanger Enrico Caruso.
Na de Tweede Wereldoorlog werd het etablissement genationaliseerd en omgedoopt tot Hotel Slovan. In het begin van de jaren 1960 kwam het echter in financiële moeilijkheden en raakte het stilaan in verval. De laatste gasten vertrokken op 1 oktober 1963. In weerwil van zijn architecturale waarde, werd het gebouw in 1964 gesloopt en vervangen door een hyper moderne accommodatie.

#### Kasteel Zichy

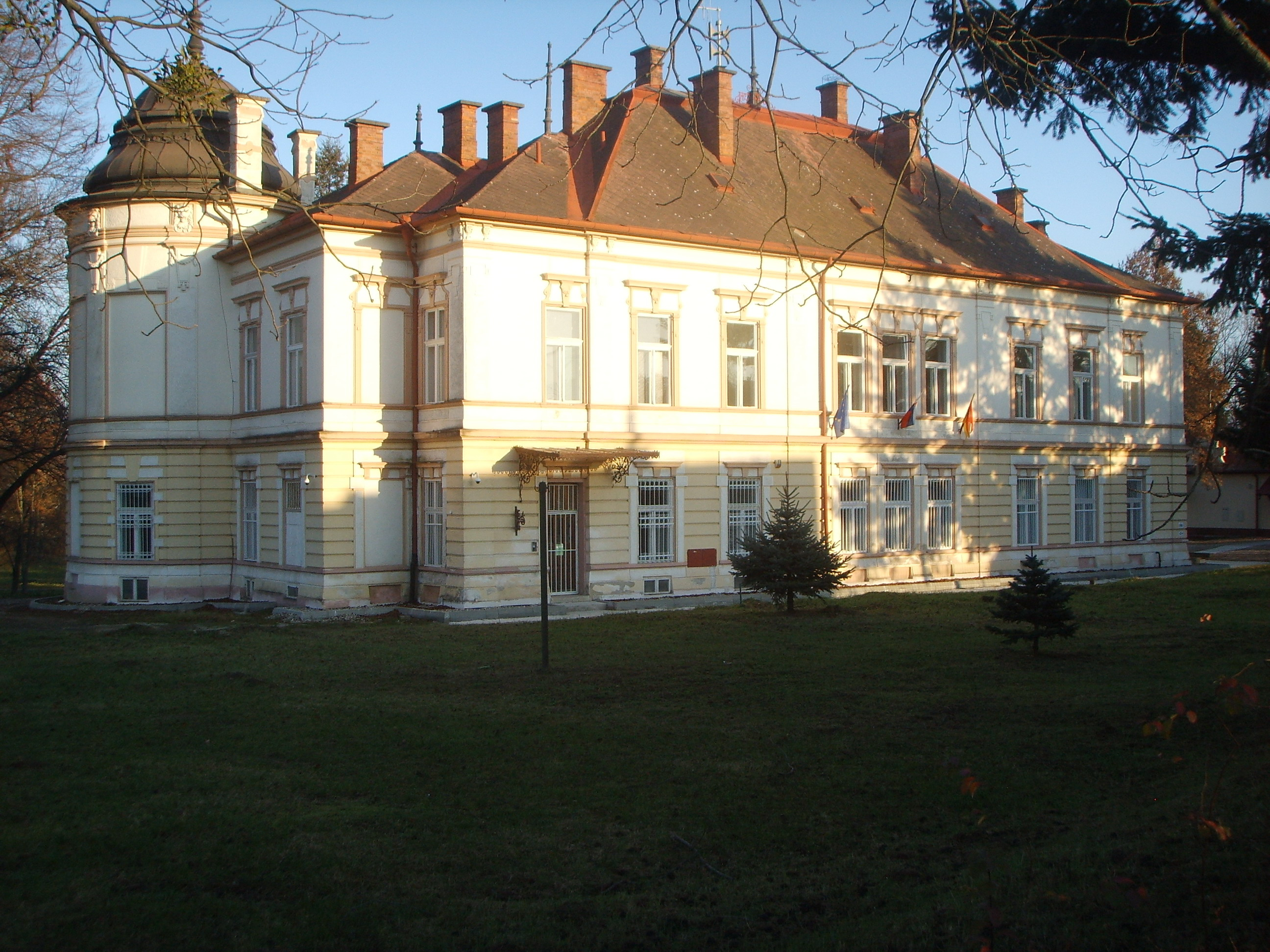
Kasteel van de familie Zichy.

Het kasteel van de familie Zichy in Košice-Barca dateert van de 15e eeuw. In 1899 werd het gerenoveerd en weder opgebouwd door Péter Jakab.

### Zonen

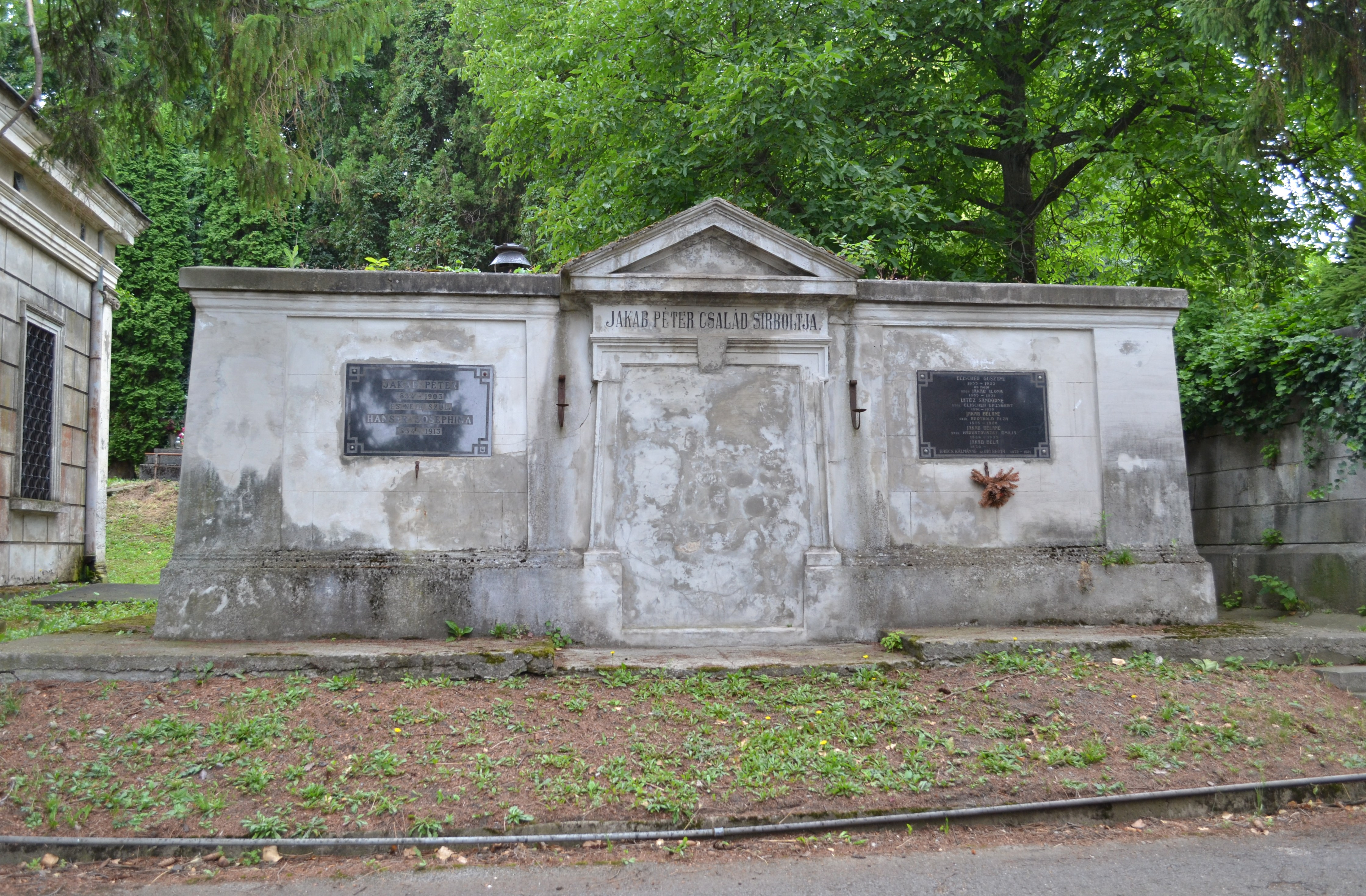
Graf van Péter Jakab, op de begraafplaats van St. Rosalia.

Jakab's zonen namen deel aan de volgende constructies.
| Jaar        | Gebouw               | Plans                                           | Uitvoering                                        |
| ----------- | -------------------- | ----------------------------------------------- | ------------------------------------------------- |
| 1898        | Andrássy-paleis      | Vojtech Cziegler (Boedapest)                    | • Árpád, Gejza en Vojtech Jakab • Michal Répászky |
| 1899        | Staatstheater        | • Adolf Láng • Antal Steinhardt (°1856 – †1928) | • Árpád, Gejza en Vojtech Jakab • Michal Répászky |
| 1899 - 1901 | Oost-Slowaaks Museum | • Árpád Jakab • Michal Répászky                 | • Árpád en Gejza Jakab • Michal Répászky          |

## Illustraties

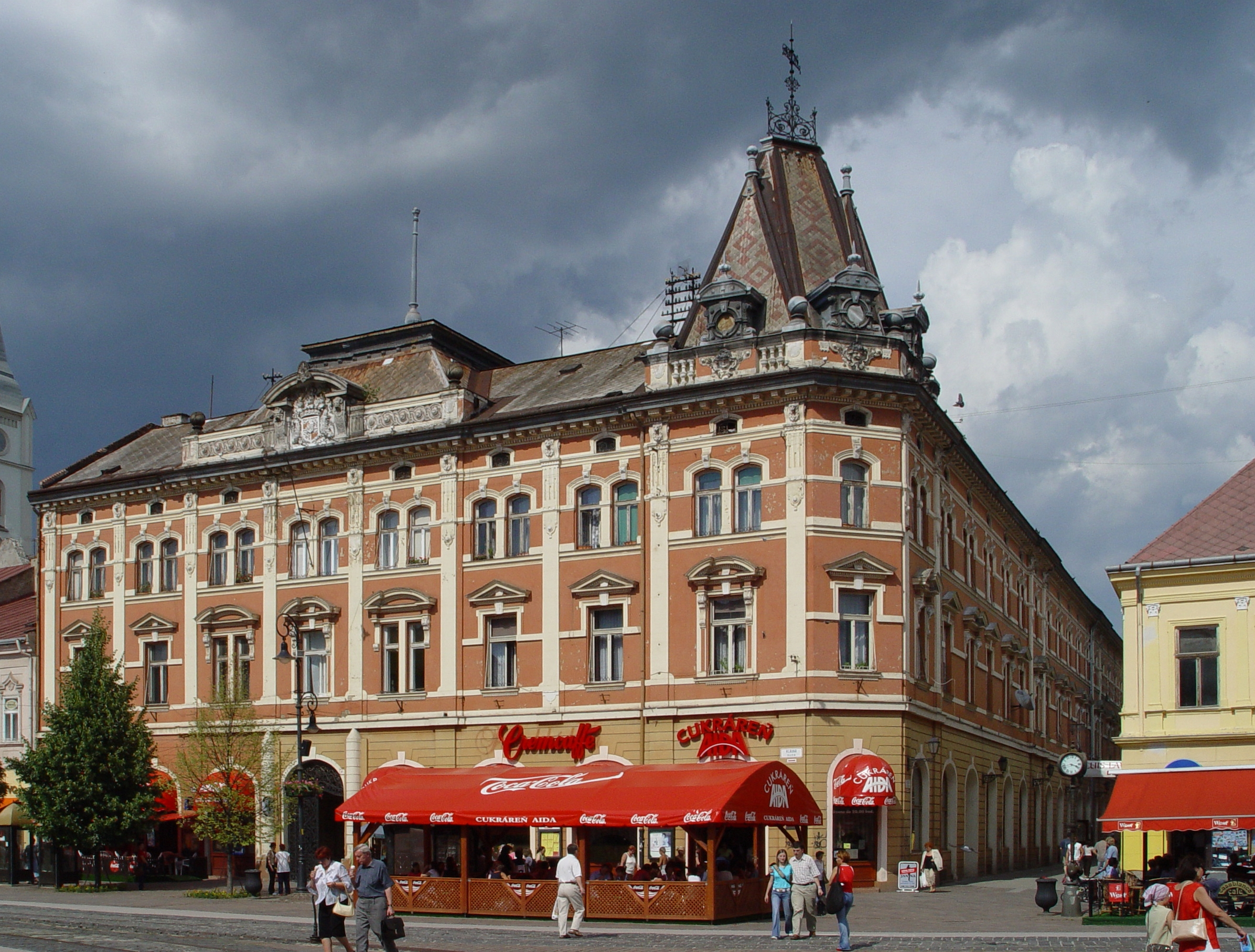
Paleis Andrássy.
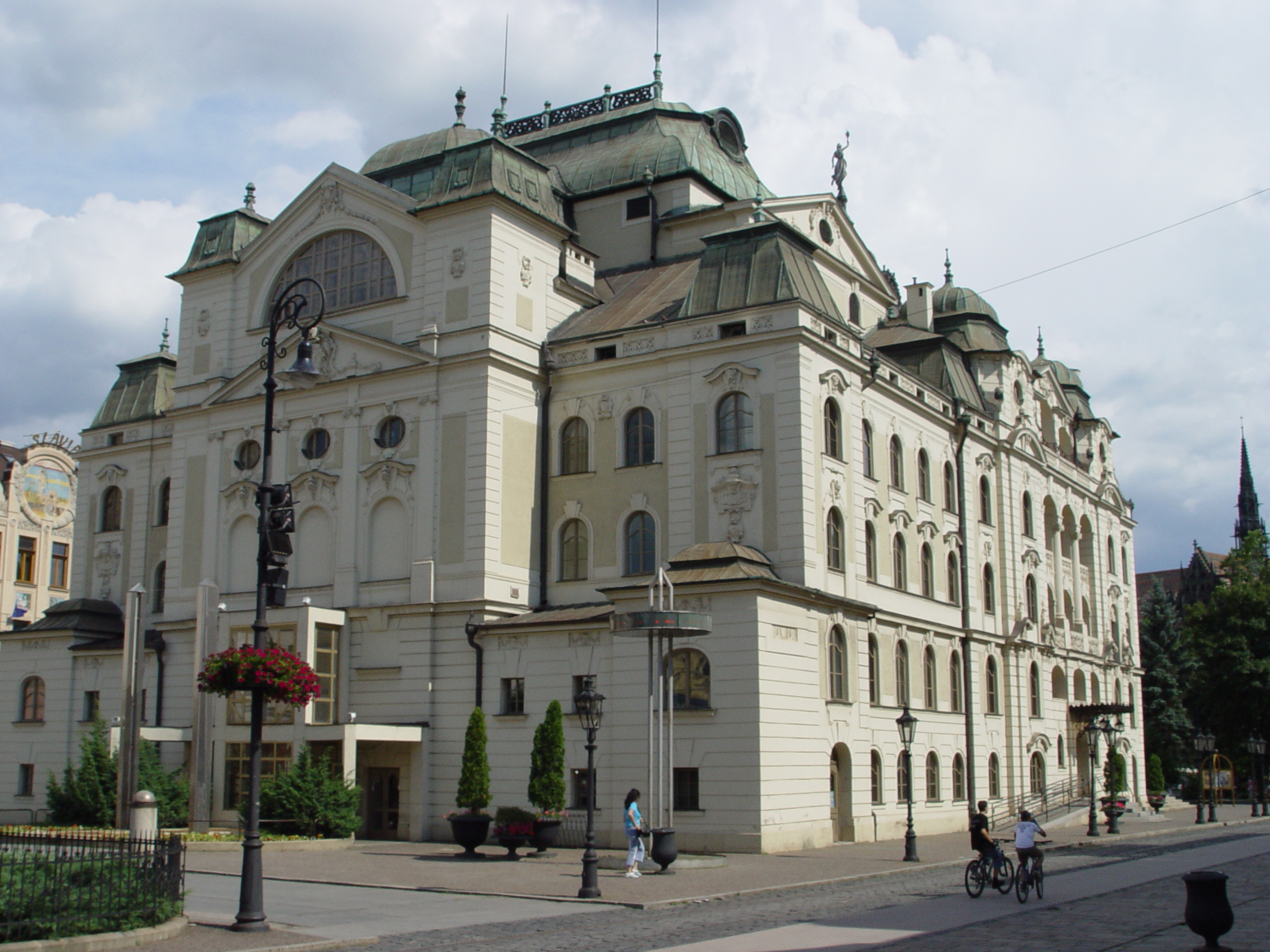
Staatstheater.
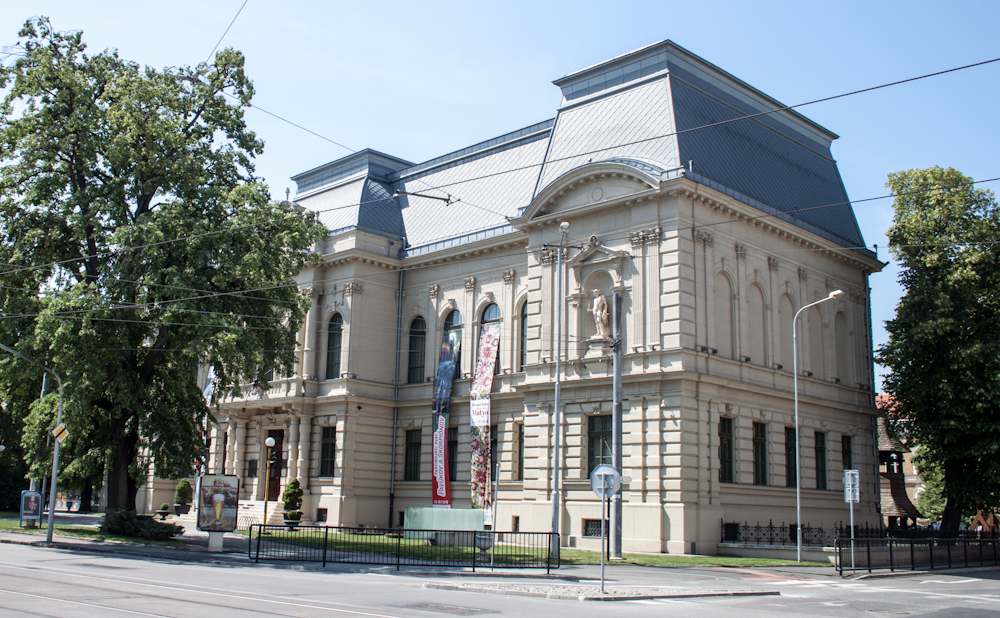
Oost-Slowaaks Museum.
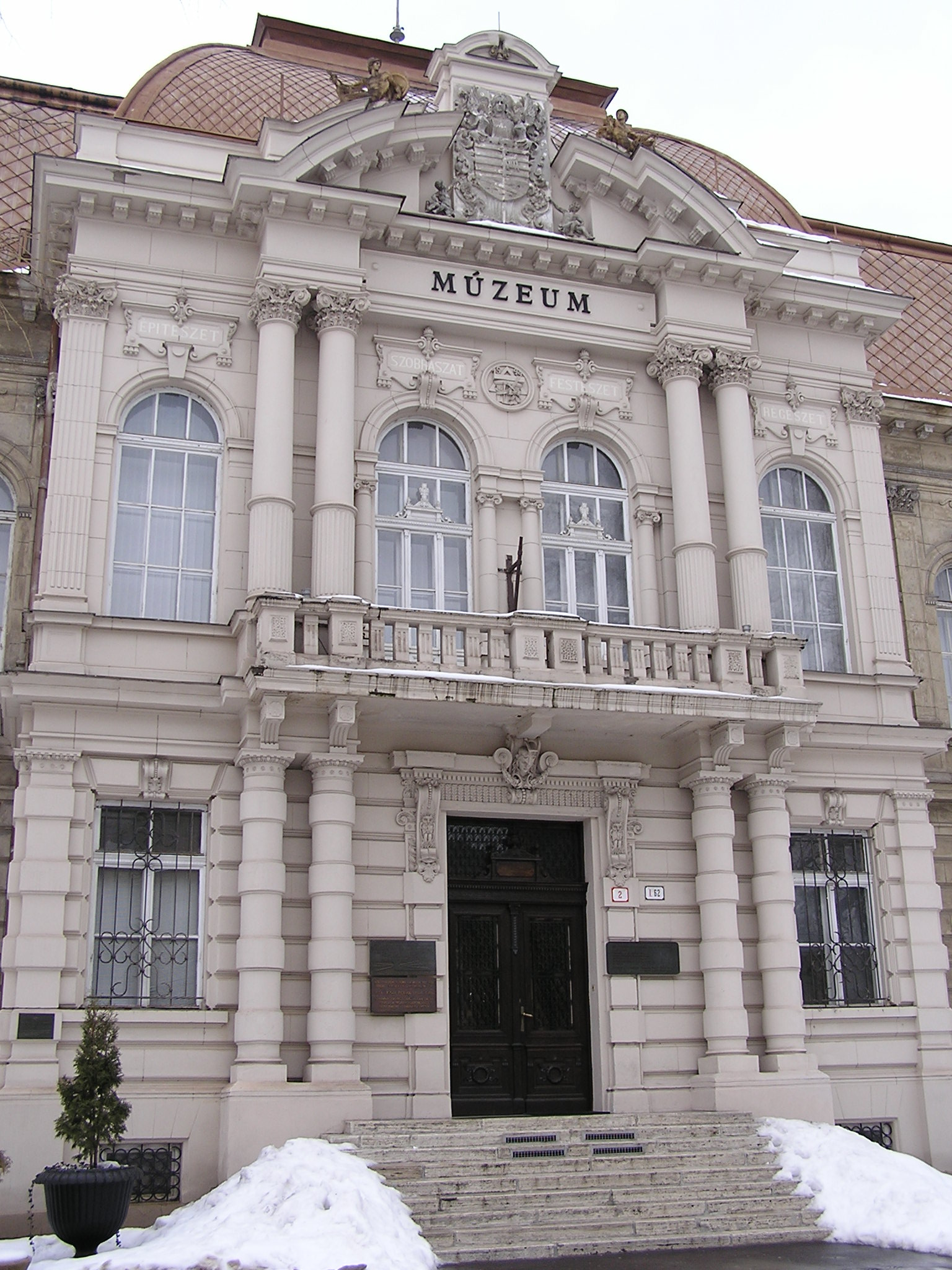
Oost-Slowaaks Museum.